# Junta Suprema de Estado

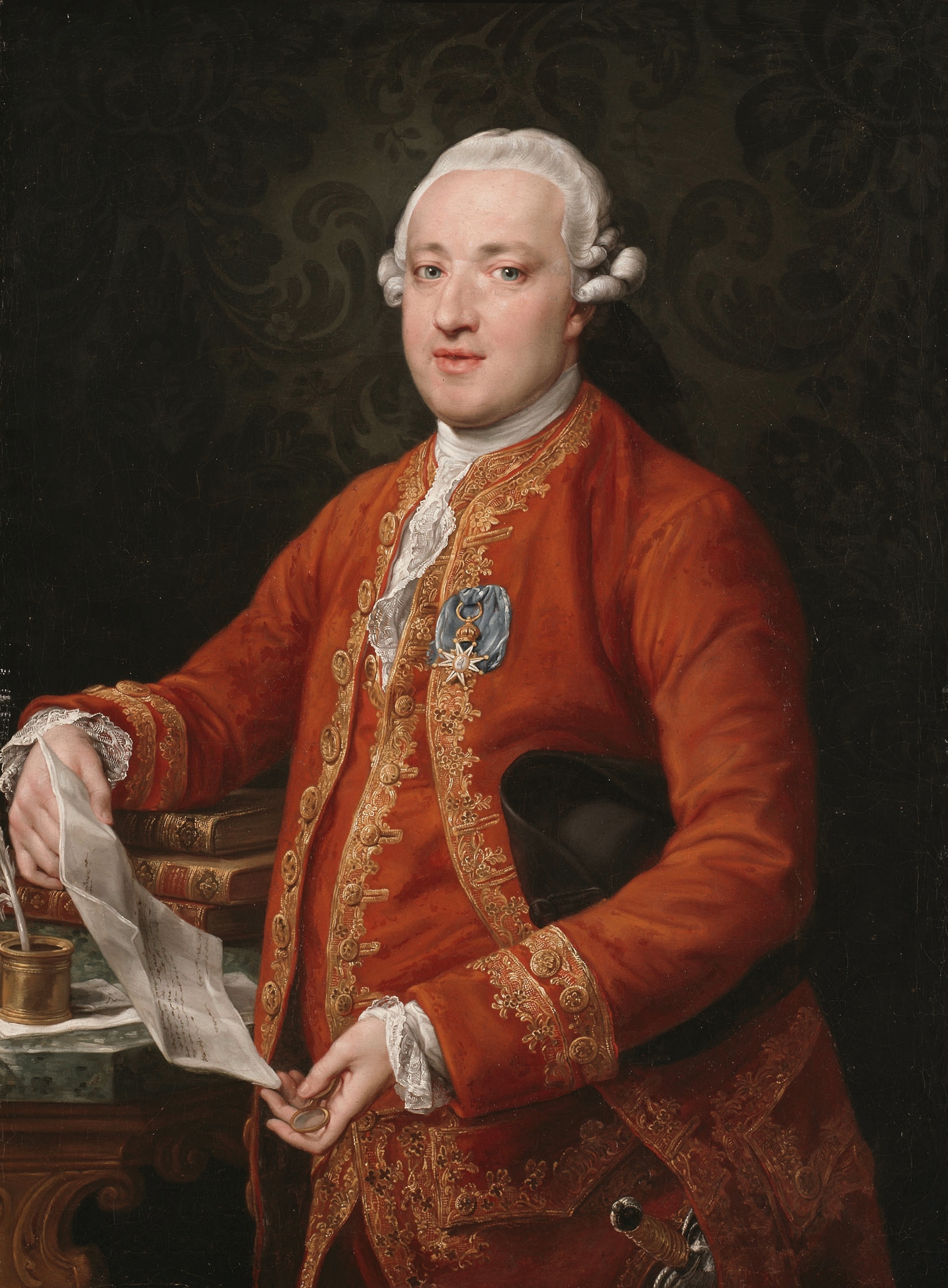
Retrato del conde de Floridablanca, impulsor de la Junta Suprema de Estado.

La Junta Suprema de Estado fue una alta instancia de gobierno de España de breve duración (1787-1792). Fue creada por el rey Carlos III, a instancias del conde de Floridablanca, y estaba compuesta por todos los secretarios de Estado y de Despacho. Se trata del órgano colegiado que antecedió al Consejo de Ministros. 

## Funcionamiento
Un Real Decreto de 8 de julio de 1787 reguló su periodicidad semanal y su funcionamiento. Floridablanca acompañó el decreto con una 'Instrucción reservada', que recogía un detallado programa de 395 puntos susceptibles de ser tratados en la Junta. Con un orden del día previamente fijado se debatían los asuntos de gobierno, para establecer criterios de orden general y dilucidar las cuestiones de competencia que pudieran surgir. Las sesiones se celebraban habitualmente los lunes y extraordinariamente cualquier día si algún asunto lo requería.
Tenía sólo carácter consultivo y no existía presidencia, porque se entendía que lo era el rey y, como no asistía, de hecho era el conde de Floridablanca quien dirigía las reuniones, albergadas en la sede de su secretaría de Estado. La Junta, muy criticada durante su existencia, no sobrevivió a su inspirador. El día que éste fue sustituido por el conde de Aranda, fue suprimida (28 de marzo de 1792).
Con la vuelta del rey Fernando VII al trono de España, por Real Decreto de 2 de noviembre de 1815 el soberano recuperó, de forma breve, la antigua Junta Suprema.